# ليه هيوز
ليه هيوز (بالإنجليزية: Les Hughes)‏ هو لاعب كرة قدم أسترالية أسترالي، ولد في 18 أبريل 1884 في Northcote, Victoria ‏ في أستراليا، وتوفي في 27 سبتمبر 1962 في Parkville, Victoria ‏ في أستراليا.

## وصلات خارجية
- ليه هيوز على موقع AustralianFootball.com (الإنجليزية)
- ليه هيوز على موقع AFLtables.com (الإنجليزية)